# Material biótico
El material biótico o material de origen biológico es cualquier material que se origine a partir de organismos vivos. La mayoría de estos materiales contienen carbono y pueden descomponerse.
La vida más antigua de la Tierra surgió hace al menos 3.500 millones de años. Evidencias a principios físicos de la vida incluyen el grafito, una sustancia biogénica, en 3,7 mil millones años de edad metasedimentitas descubierto en el suroeste de Groenlandia, así como, "restos de la vida biótica" que se encuentra en rocas 4,1 mil millones años en Australia Occidental. La biodiversidad de la Tierra se ha expandido continuamente, excepto cuando es interrumpida por extinciones masivas. Aunque los estudiosos estiman que más del 99 por ciento de todas las especies de vida (más de cinco mil millones) que alguna vez vivieron en la Tierra están extintas, todavía hay un estimado de 10-14 millones de especies existentes, de los cuales se han documentado alrededor de 1,2 millones y más del 86% aún no se han descrito.
Ejemplos de materiales bióticos son madera, paja, humus, estiércol, corteza, petróleo crudo, algodón, seda de araña, quitina, fibrina y hueso.
El uso de materiales bióticos y materiales bióticos procesados (material de base biológica) como materiales naturales alternativos, sobre sintéticos, es popular entre aquellos que son conscientes del medio ambiente porque dichos materiales suelen ser biodegradables, renovables y el procesamiento se entiende comúnmente y tiene un impacto ambiental mínimo. Sin embargo, no todos los materiales bióticos se utilizan de forma respetuosa con el medio ambiente, como los que requieren altos niveles de procesamiento, se cosechan de forma insostenible o se utilizan para producir emisiones de carbono.
Cuando la fuente del material vivo recientemente tiene poca importancia para el producto producido, como en la producción de biocombustibles, el material biótico se denomina simplemente biomasa. Muchas fuentes de combustible pueden tener fuentes biológicas y pueden dividirse aproximadamente en combustibles fósiles y biocombustibles.
En la ciencia del suelo, el material biótico a menudo se denomina materia orgánica. Los materiales bióticos en el suelo incluyen glomalina, dopplerita y ácido húmico. Es posible que algún material biótico no se considere materia orgánica si es bajo en compuestos orgánicos, como la concha de una almeja, que es un componente esencial del organismo vivo, pero contiene poco carbono orgánico.
Ejemplos del uso de materiales bióticos incluyen:
- Materiales naturales alternativos
- Material de construcción, por motivos estilísticos o para reducir reacciones alérgicas
- Ropa
- Producción de energía
- Comida
- Medicina
- Tinta
- Compostaje y mantillo